# Robert P. Bass

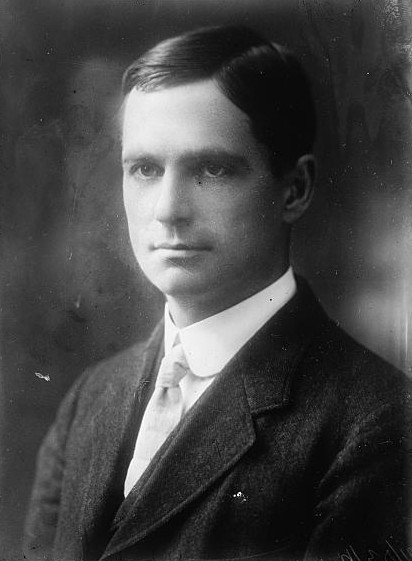
Robert P. Bass

Robert Perkins Bass (* 1. September 1873 in Chicago, Illinois; † 29. Juli 1960 in Peterborough, New Hampshire) war ein US-amerikanischer Politiker und von 1911 bis 1913 Gouverneur des Bundesstaates New Hampshire.

## Frühe Jahre und politischer Aufstieg
Im Jahr 1882 kam der neunjährige Robert Bass mit seinen Eltern nach Peterborough in New Hampshire. Dort erwarb die Familie eine Farm, auf der der junge Robert aufwuchs. Bis 1896 studierte er an der Harvard University. Danach widmete er sich einige Zeit der Land- und Forstwirtschaft, in der er wissenschaftliche Methoden erprobte.
Bass war Mitglied der Republikanischen Partei. Zwischen 1905 und 1909 war er Abgeordneter im Repräsentantenhaus von New Hampshire. Danach gehörte er von 1909 bis 1910 dem Staatssenat an. Zwischen 1906 und 1910 war er außerdem Vorsitzender der Forstkommission seines Staates. Im Jahr 1910 wurde er zum neuen Gouverneur gewählt. Dieses Amt trat er am 5. Januar 1911 an.

## Gouverneur von New Hampshire
In seiner zweijährigen Amtszeit als Gouverneur wurde die Kinderarbeitszeit neu geregelt. Damals entstanden mit dem Bureau of Labor ein Vorläufer eines Arbeitsamtes sowie eine Dienstleistungskommission. Außerdem wurde ein Gesetz vorbereitet, das Unfallentschädigungen und Abfindungen regeln sollte (Workmens compensation bill). Bei den Präsidentschaftswahlen des Jahres 1912 unterstützte Bass nicht Präsident William Howard Taft, den Kandidaten seiner Partei, sondern den ehemaligen Präsidenten Theodore Roosevelt, der für die Progressive Partei antrat. Durch die Aufsplitterung der republikanischen Wählerstimmen unter diesen beiden Kandidaten wurde dann Woodrow Wilson, der Kandidat der Demokraten, zum neuen Präsidenten gewählt. Für New Hampshire und seinen Gouverneur hatten diese Ereignisse auch Folgen. Zum einen fiel Bass wegen seiner Unterstützung Roosevelts in seiner Partei in Ungnade. Die Partei selbst war, ähnlich wie im Bund, in zwei Lager gespalten und dadurch konnten die nächsten Gouverneurswahlen von den Demokraten gewonnen werden. Mit Samuel D. Felker wurde 1912 erstmals seit 1874 wieder ein Demokrat in das höchste Amt des Staates gewählt.

## Weiterer Lebenslauf
Auch in den folgenden Jahren verhielt sich die Republikanische Partei gegenüber Bass reserviert bis ablehnend. Sowohl im Jahr 1913 als auch im Jahr 1926 verweigerte sie ihm die Nominierung für einen Sitz im US-Senat. Im Jahr 1923 wurde er aber noch einmal in das Repräsentantenhaus seines Staates gewählt. Während des Ersten Weltkriegs war er bei der Bundesregierung als Direktor des Marinelabors angestellt und er leitete eine Sonderkommission der Bundesregierung, die sich National Adjustment Commission nannte. Robert Bass lebte noch bis zum Juli 1960. Mit seiner Frau Edith Harland Bird hatte er fünf Kinder.  Sowohl sein Sohn Perkins Bass als auch sein Enkel Charles Foster Bass sollten später Abgeordnete im US-Kongress werden.